# Semiconductor Industry Association
La Semiconductor Industry Association (SIA) va ser creada al 1977 i ha estat una de les principals indústries exportadores de semiconductors d'Amèrica. Ha sigut un motor clau de la força econòmica, la seguretat nacional i la competitivitat dels Estats Units.
La Semiconductor Industry Association vol reforçar el lideratge dels Estats Units en la fabricació, el disseny i la investigació dels semiconductors i avançar en polítiques que ajuden a créixer aquesta indústria. Mitjançant el Congrés, l'administració i els principals agents de la indústria volen fomentar polítiques i regulacions que fomentin la innovació i que impulsin els negocis i la competència internacional. Volen aconseguir la definició d'estratègies per promoure i mantenir el lideratge mundial dels seus membres, la defensa de polítiques públiques que ofereixin un mercat just per la competència, la promoció d'un comerç just i obert i per acabar, el seguiment de la informació estadística del mercat.